# Ine (Kyoto)
Pour les articles homonymes, voir Ine.
Ine (伊根町, Ine-chō) est un bourg du district de Yosa, dans la préfecture de Kyoto, au Japon.

## Géographie

### Localisation
Ine est située dans le nord-est de la péninsule de Tango dans le nord de la préfecture de Kyoto, face à la baie de Wakasa.

### Démographie
Au 1er septembre, la population d'Ine s'élevait à 1 933 habitants répartis sur une superficie de 61,95 km2.

### Climat
Ine a un climat subtropical humide caractérisé par des étés chauds et des hivers froids avec de fortes chutes de neige. La température moyenne annuelle est de 14,4 °C. La pluviométrie annuelle moyenne est de 1 912 mm, septembre étant le mois le plus humide.

## Histoire
La région actuelle d'Ine se trouvait dans l'ancienne province de Tango. La région a des liens avec la légende d'Urashima Tarō et avec la légende de Xu Fu. À l'époque d'Edo, elle faisait partie de la zone contrôlée par le domaine de Miyazu.
Le village moderne d'Ine est créé le 1er avril 1889. Le 3 novembre 1954, Ine fusionne avec les villages voisins de Tsutsukawa, Asadsuma et Honjo et obtient le statut de bourg. En octobre 2008, Ine a été désigné comme l'un des plus beaux villages du Japon.

## Culture locale et patrimoine

### Ine no Fuyana

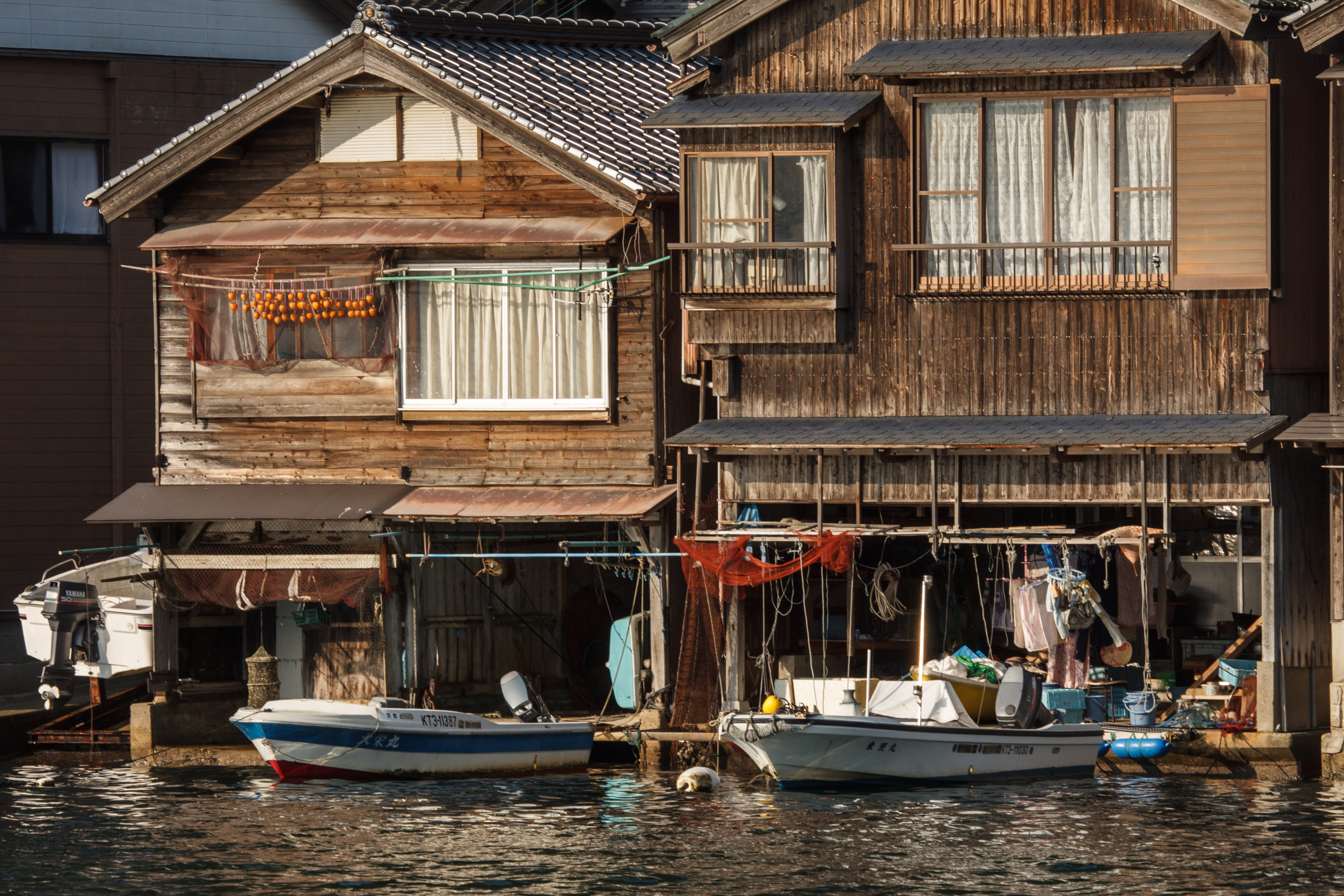
Détail de 2 maisons de pêcheurs d'Ine.

Ine no Funaya (伊根の舟屋) sont des maisons de pêcheurs en bois qui bordent la côte de la baie d'Ine sur environ 5 kilomètres. Le terme japonais Funaya signifie maison-bateau : chaque maison se compose d'un hangar à bateau sur pilotis surmonté d'un étage servant au stockage ou à la préparation des filets. Leur nombre est estimé à 230.